# كورار (البرجة)
كورار هو دُوَّار يقع بجماعة أولاد مومنة، إقليم شيشاوة، جهة مراكش آسفي في المملكة المغربية. ينتمي الدوّار لمشيخة البرجة التي تضم 15 دوار. يقدر عدد سكانه بـ 181 نسمة حسب الإحصاء الرسمي للسكان والسكنى لسنة 2004.

## روابط خارجية
- البوابة الوطنية للجماعات الترابية نسخة محفوظة 12 مارس 2018 على موقع واي باك مشين.
- المندوبية السامية للتخطيط